# Fabien Rosier
Fabien Rosier, né le 6 juillet 1984 à Granville dans la Manche, est un pilote automobile français. Il compte notamment deux participations aux 24 Heures du Mans, en 2011 et 2012.

## Biographie
Jeune, Fabien ne fait que très peu de karting, c'est en 2006 qu'il remporte le Challenge des lycéens. Grâce à la dotation d'une bourse qui accompagne la victoire, Rosier participe et remporte le volant ACO, ce qui lui permet d'accéder au championnat de Formule Campus Renault Elf l'année suivante,,,. Championnat dans lequel il termine vice-champion, derrière Jean-Eric Vergne.
En 2008, il prend part au championnat de France FSSA GT où il pilote la Viper de l'écurie RTR dans la catégorie GT3,. Il remporte notamment, avec son coéquipier Franck Morel, la deuxième manche de la première épreuve à Nogaro, courue sous la pluie, ainsi que celle de Spa-Francorchamps.
En 2011, il participe aux Le Mans Series où il pilote la Norma M200P de Extrême Limite AM Paris. Avec la même écurie, il participe aux 24 Heures du Mans et termine non classé,.
En 2012, il ne participe qu'à une seule manche du championnat European Le Mans Series : les 6 Heures du Castellet. Il participe à nouveau aux 24 Heures du Mans et termine 29e au classement général,.